# Диккельсбах
Диккельсбах (нем. Dickelsbach) — река в Германии, протекает по районам Меттман, Дюссельдорф, Дуйсбург в округе Дюссельдорф земли Северный Рейн — Вестфалия. Правый приток Рейна. Длина — 21,8 км, площадь водосбора — 77,028 км².
Река берёт начало в городе Хёзель на высоте около 143 м над уровнем моря. Течёт в общем северо-западном направлении через города Линторф, Гроссенбаум, Ведау, впадает в Рейн в Вайнхаймрорте справа на высоте около 25 метров. В низовьях река соединяется с группой озёр, лежащих по её правому берегу; в среднем течении пересекает лес.
Речной индекс — 2758.

## Притоки
Объекты перечислены по порядку от устья к истоку.
- 4,8 км: Вамбах (пр[2], длина — 8,9 км[1])
- 5,7 км: Хаубах (пр[2], длина — 8,2 км[1])
- 9,2 км: Брейтшейдер-Бах (пр[2], длина — 7,7 км[1])
- 14 км: Сентгеншейдер-Грабен (лв[2], длина — 1 км[1])
- 14,6 км: Хуммельсбах (пр[2], длина — 5,2 км[1])
- 15,5 км: Стейнзипенбах (пр[2], длина — 3,3 км[1])
- 16,3 км: Плаггенбрухер-Бах (пр[2], длина — 1,3 км[1])
- 16,8 км: Юнкернбушграбен (лв, длина — 2,4 км[2])